# Dynamika płynów
Dynamika płynów – dział mechaniki płynów zajmujący się ruchem płynu (czyli cieczy lub gazu), a w szczególności siłami powodującymi ten ruch.
Podstawową zależnością opisującą wpływ sił na ruch płynu newtonowskiego (przy zaniedbaniu tzw. drugiej lepkości) jest równanie Naviera-Stokesa. Jest to układ cząstkowych, nieliniowych równań różniczkowych postaci:
| Zapis klasyczny | {\displaystyle {\frac {\mathrm {D} {\vec {v}}}{\mathrm {D} t}}={\vec {b}}-{\frac {1}{\rho }}\,\mathbf {grad} \,p+\nu \cdot \left(\nabla ^{2}{\vec {v}}+{\frac {1}{3}}\,\mathbf {grad} (\mathbf {div} \,{\vec {v}})\right)}   |
| Zapis indeksowy | {\displaystyle {\frac {\mathrm {D} v_{i}}{\mathrm {D} t}}=b_{i}-{\frac {1}{\rho }}\nabla _{i}p+\nu \cdot \left(\nabla ^{2}v_{i}+{\frac {1}{3}}\nabla _{i}(\nabla _{j}v_{j})\right)}                                          |
| Zapis absolutny | {\displaystyle {\frac {\mathrm {D} {\vec {v}}}{\mathrm {D} t}}={\vec {b}}-{\frac {1}{\rho }}{\vec {\nabla }}p+\nu \cdot \left(\nabla ^{2}{\vec {v}}+{\frac {1}{3}}{\vec {\nabla }}({\vec {\nabla }}\cdot {\vec {v}})\right)} |

gdzie: {\displaystyle {\frac {\mathrm {D} }{\mathrm {D} t}}={\frac {\partial }{\partial t}}+({\vec {v}}\cdot {\vec {\nabla }})} – nieliniowy operator Stokesa, zwany także pochodną substancjalną.
Dla uproszczonego przypadku płynu nieściśliwego:
| Zapis klasyczny | {\displaystyle {\frac {\mathrm {D} {\vec {v}}}{\mathrm {D} t}}={\vec {b}}-{\frac {1}{\rho }}\,\mathbf {grad} \,p+\nu \nabla ^{2}{\vec {v}}} |
| Zapis indeksowy | {\displaystyle {\frac {\mathrm {D} v_{i}}{\mathrm {D} t}}=b_{i}-{\frac {1}{\rho }}\nabla _{i}p+\nu \nabla ^{2}v_{i}}                        |
| Zapis absolutny | {\displaystyle {\frac {\mathrm {D} {\vec {v}}}{\mathrm {D} t}}={\vec {b}}-{\frac {1}{\rho }}{\vec {\nabla }}p+\nu \nabla ^{2}{\vec {v}}}    |

gdzie:
{\displaystyle v} – prędkość,
{\displaystyle b} – siły masowe (np. grawitacja),
{\displaystyle \rho } – gęstość płynu,
{\displaystyle p} – ciśnienie,
{\displaystyle \nu } – lepkość kinematyczna płynu.
Lewe strony powyższych równań są pochodną substancjalną prędkości płynu.
Uproszczeniem równania Naviera-Stokesa w założeniu przepływu ustalonego płynu doskonałego w jednorodnym polu sił grawitacyjnych jest równanie Bernoulliego.
Ze względu na nieliniowość powyższego układu równań przepływ może mieć w ogólności charakter stochastyczny, generowana jest turbulencja oraz struktury koherentne (np. wiry).